# Ябланиця (хребет)
Ябланиця — високий хребет у південно-західній частині Македонії, між Охридсько-Струзькою та Дебарською долиною, на захід від річки Чорний Дрин та берегів Охридського озера.

## Місце і напрямок розташування

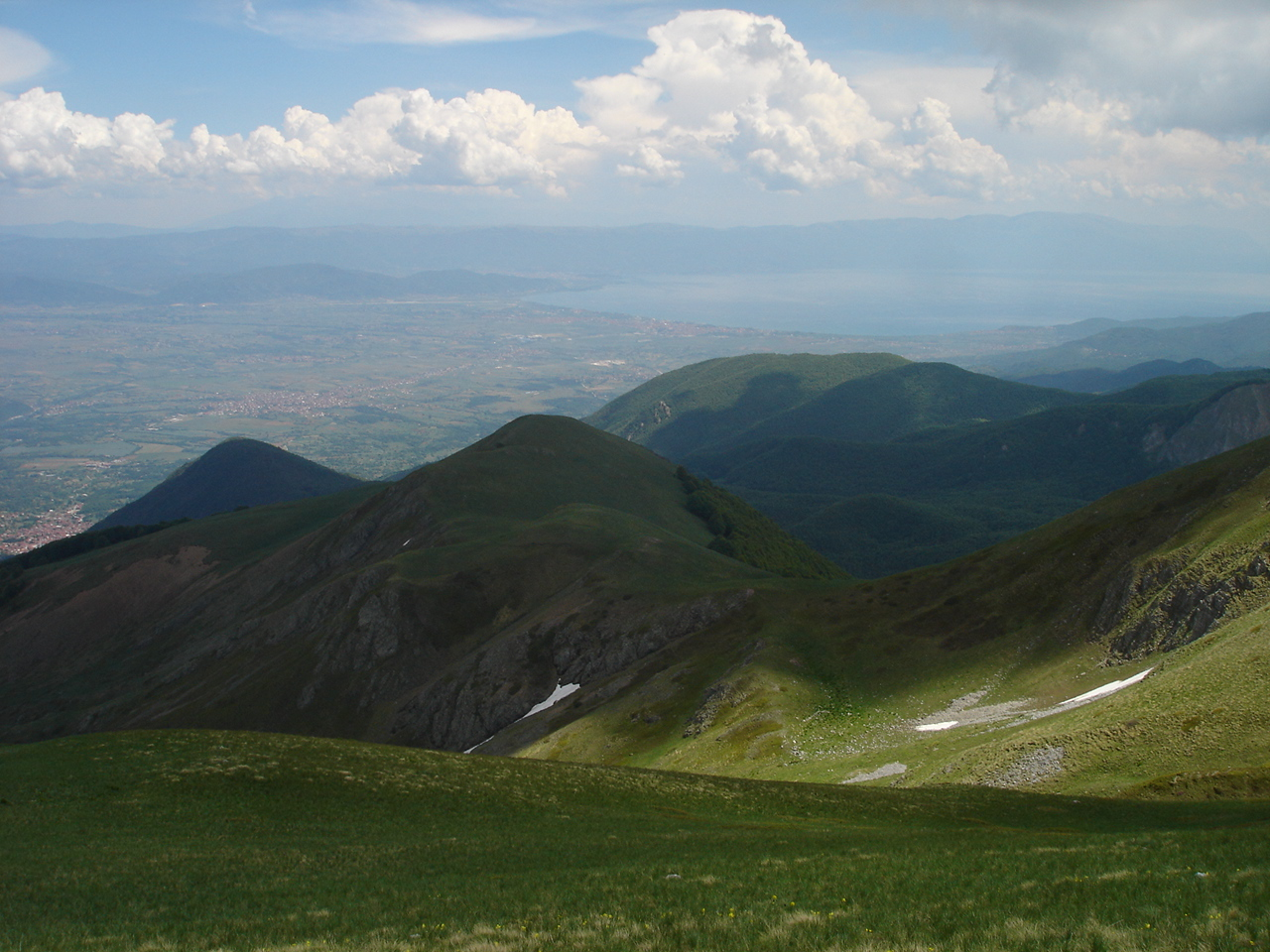
Вид на Охридське озеро з Ябланиці

Ябланиця — друга за величиною гора у західному регіоні Шарджі. Македоно-албанський кордон простягається вздовж гірського хребта, східний схил розташований у Македонії, а західний схил гори лежить в Албанії. Гірський хребет перевищує приблизно 2000 м приблизно на 50 км, а найвища частина, розташована в самому центрі гори, становить 2257 м. Найвища вершина — Чорний Камінь — 2258 м. Вершини, що перевищують 2000 м, це: Стрижак (2233 м), Крстец (2186 м) і Чумін Врв (2125 м).
До гори можна дістатися через Вевчани, яке розташоване біля підніжжя гори. Це 14 км від Охридського озера та міста Струга. Східні гірські частини належать Македонії, а західні — Албанії. Хребет простягається в напрямку меридіана з півночі на південь завдовжки близько 35 км, а найбільша ширина в Македонії — 7,5 км. Македонський бік має площу 255 км².
Ябланиця має популярність у альпіністів, які часто її відвідують. Крім того, на горі будується гірськолижний курорт.

## Структура та геологія
Це молодий гірський хребет, утворений тектонічними рухами олігоміоцену. Геологічний склад представлений палеозойськими сланцями, що розташовані на схилах, і через них лежать тріасові вапняки. У рельєфі переважають високі вершини, просторі райони, глибокі річкові долини, карстові та викопні льодовикові форми. Під час льодовикового періоду високогір'я зазнало сильного зледеніння. Сліди зледеніння представлені п'ятьма викопними цирками, у яких є чотири льодовикові озера: Вевчани, Подгор, Горно та Дольно-Лабуніш.

## Ресурси
Гора багата на воду, а серед джерел найвідомішими є Вевчани. Біля села Піскупштина є поклади вугілля.

## Галерея

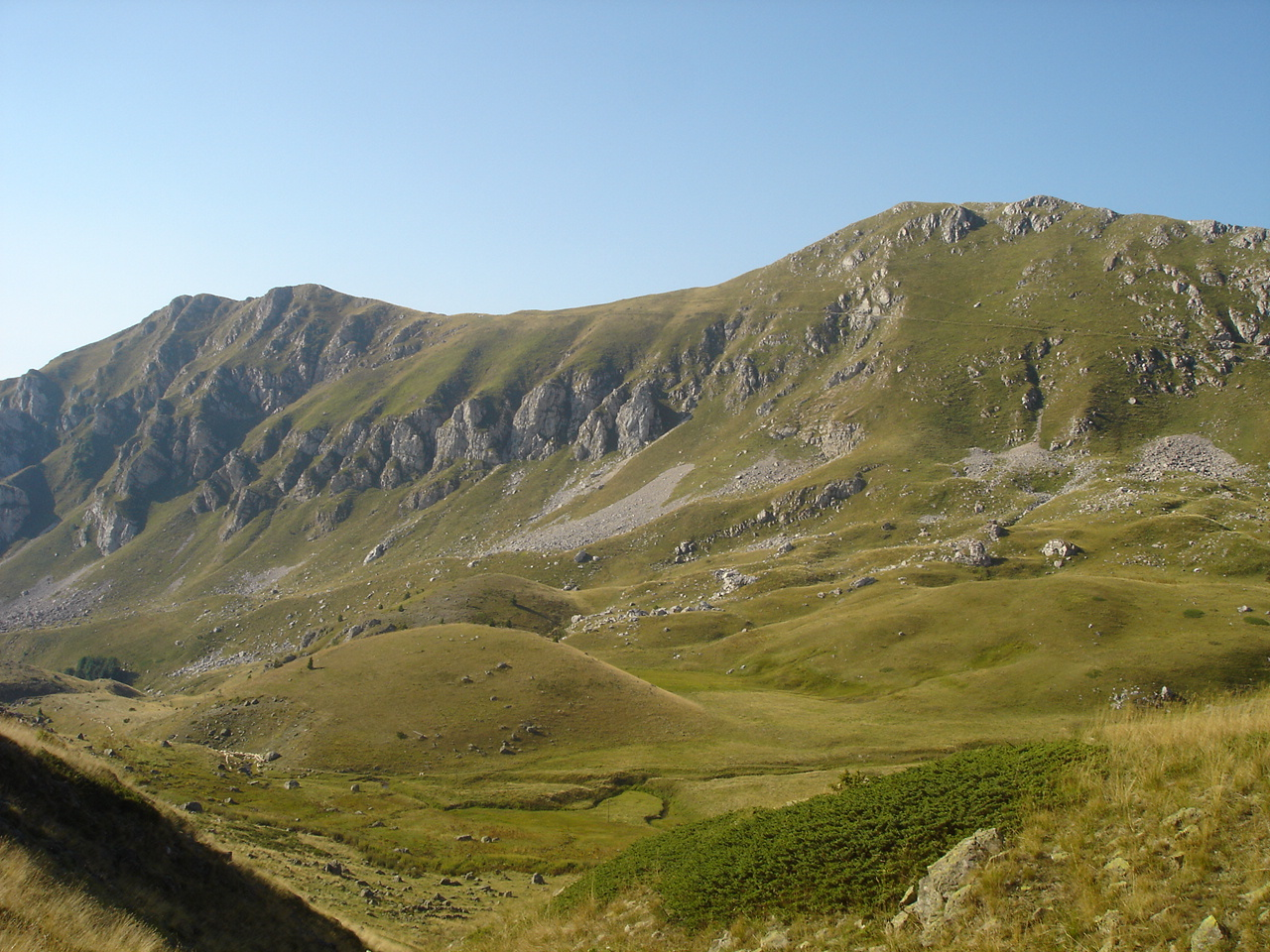
Вид із хребта Чума і Чуміна-Врв на Ябланицю
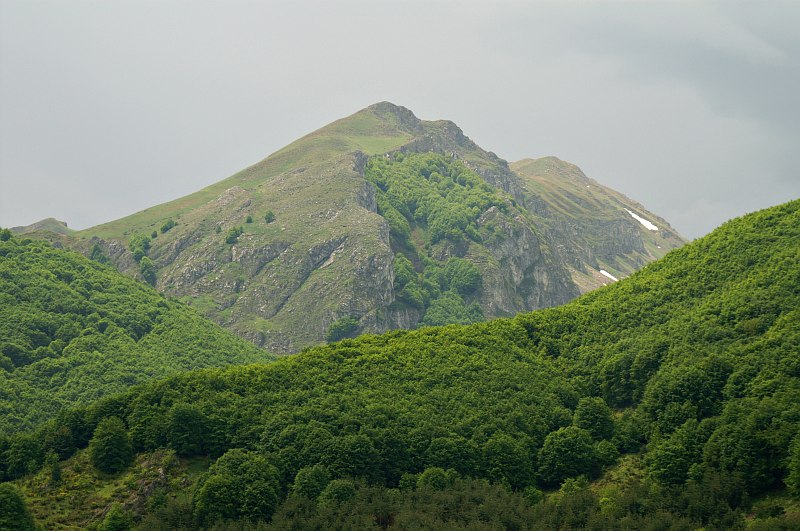
Вид із Чуміна-Врв на Ябланицю з Гірської Белиці
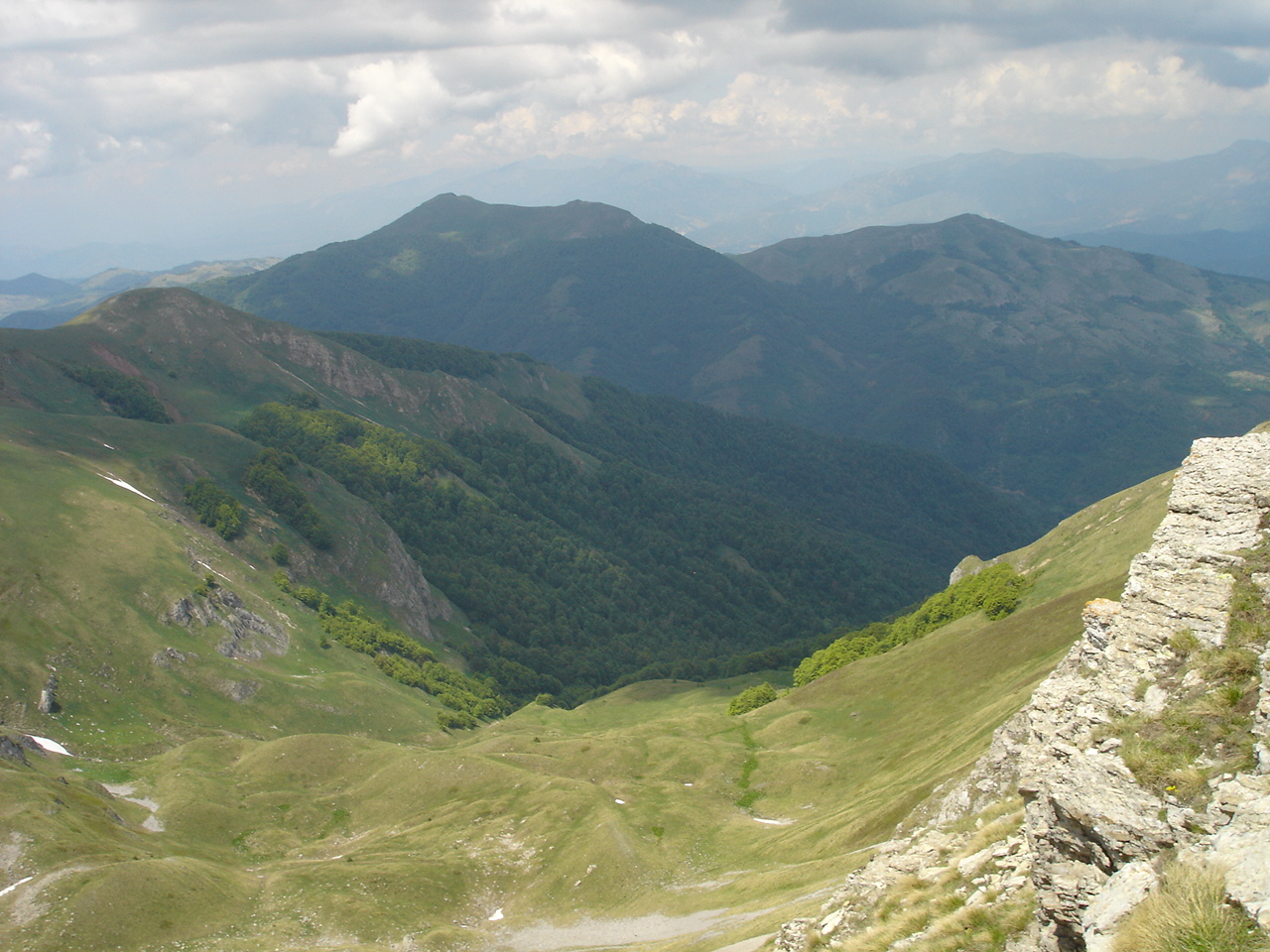
Вид із Радуха, найпівнічнішої вершини та відгалуження Ябланиці
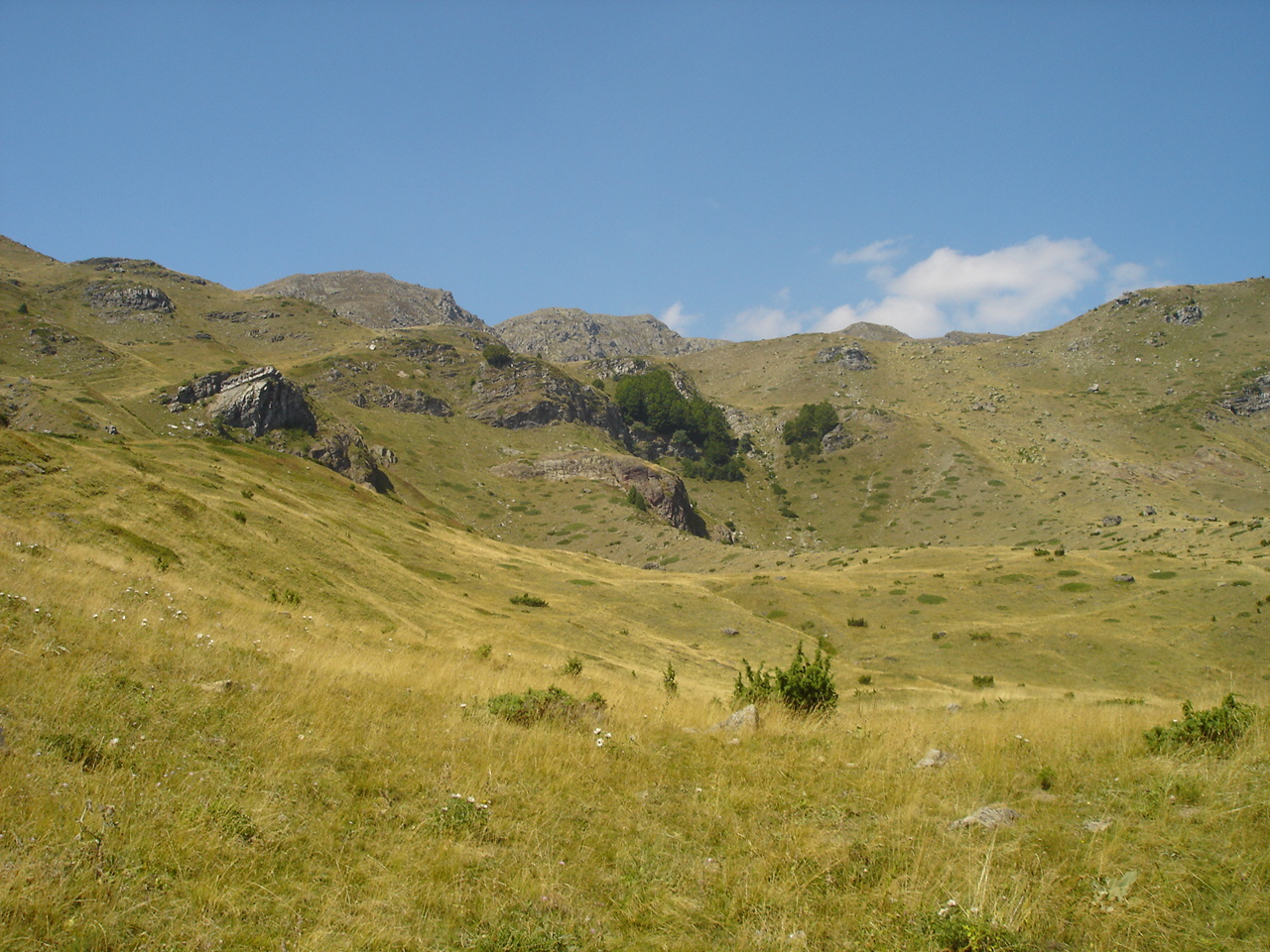
Вид із Ябланиці на вершину Чорний Камінь (посередині)
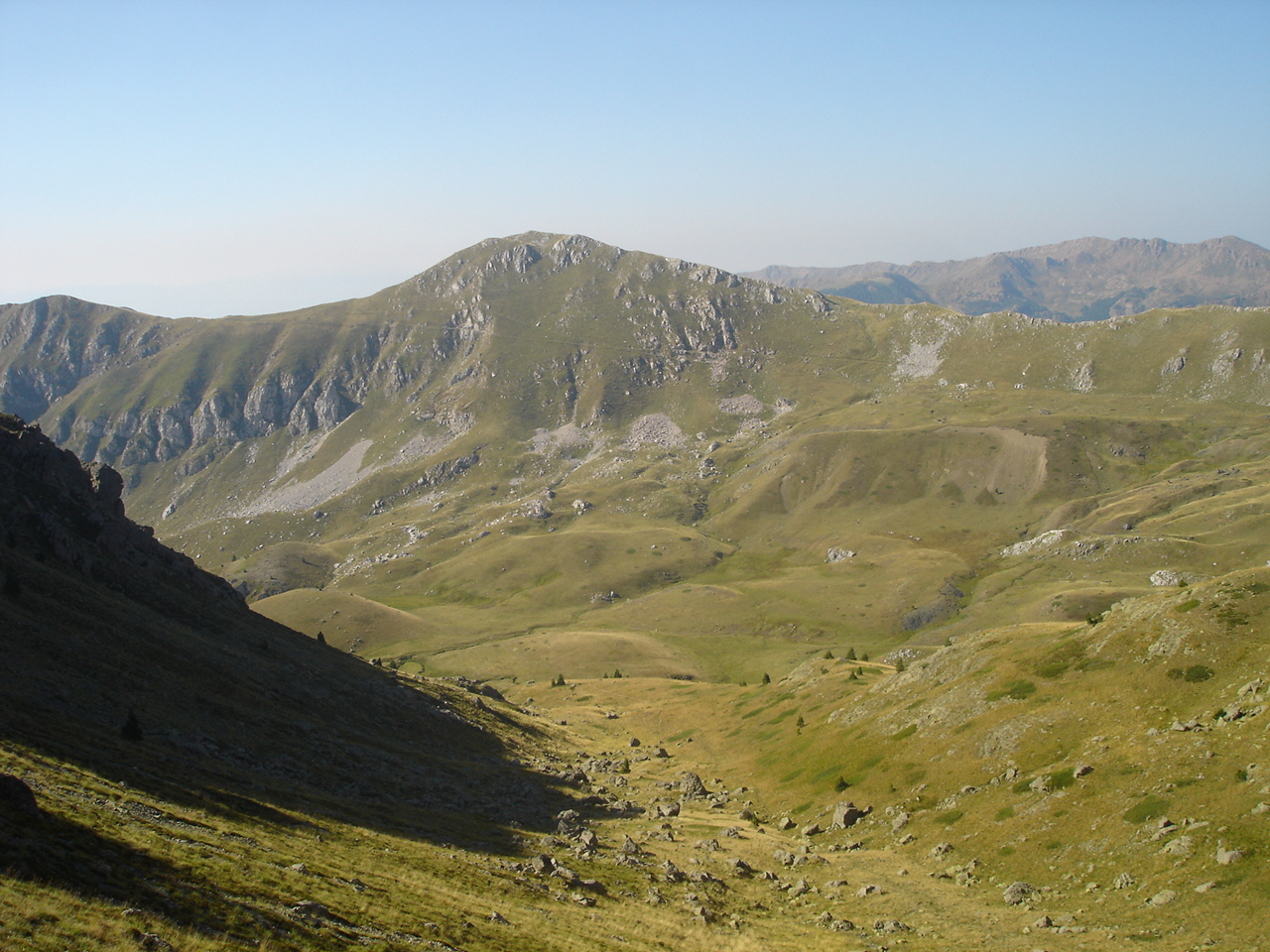
Вид із гори Ябланиця
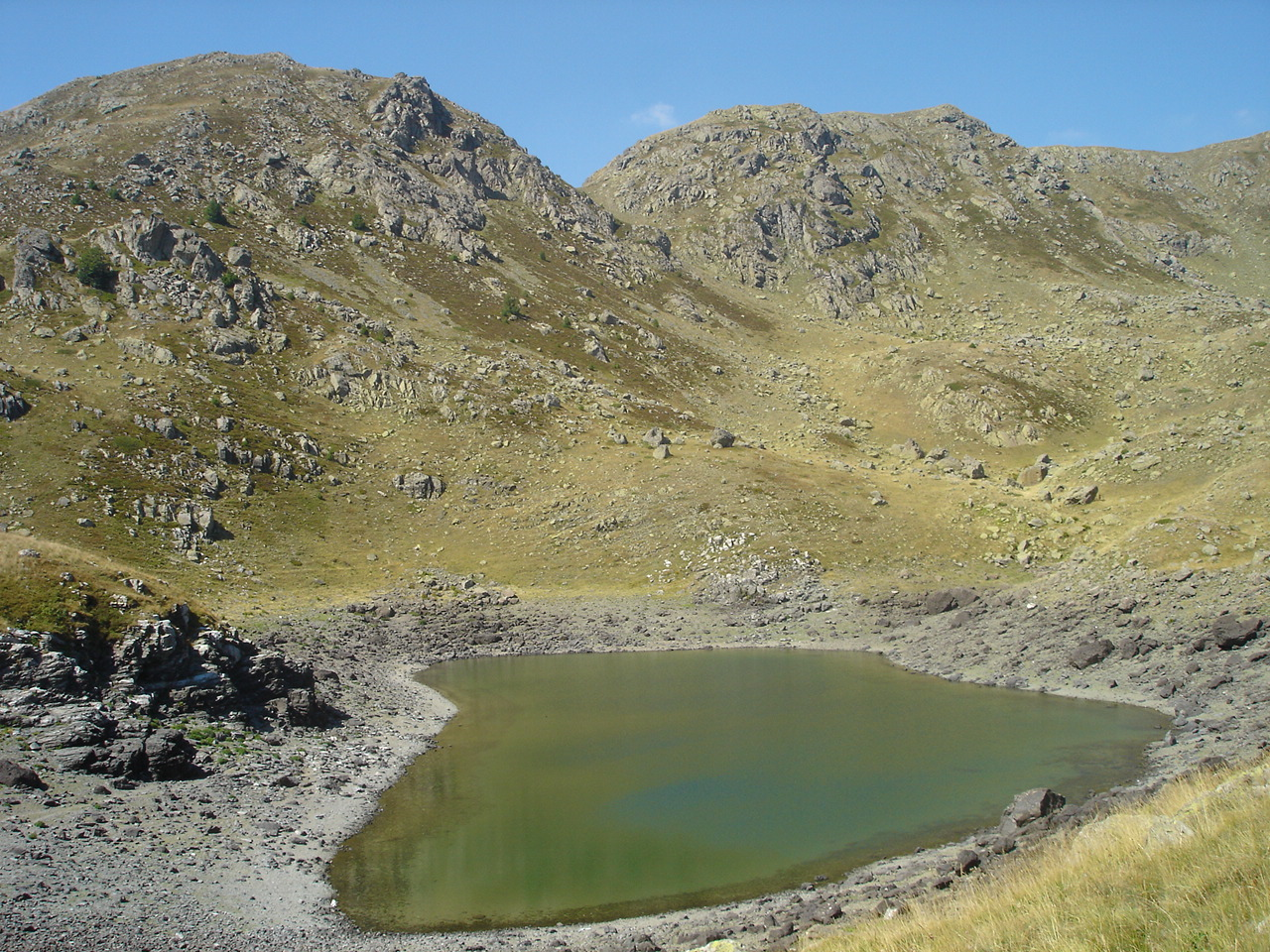
Льодовикове Вевчанське озеро біля підніжжя вершини Чорний Камінь
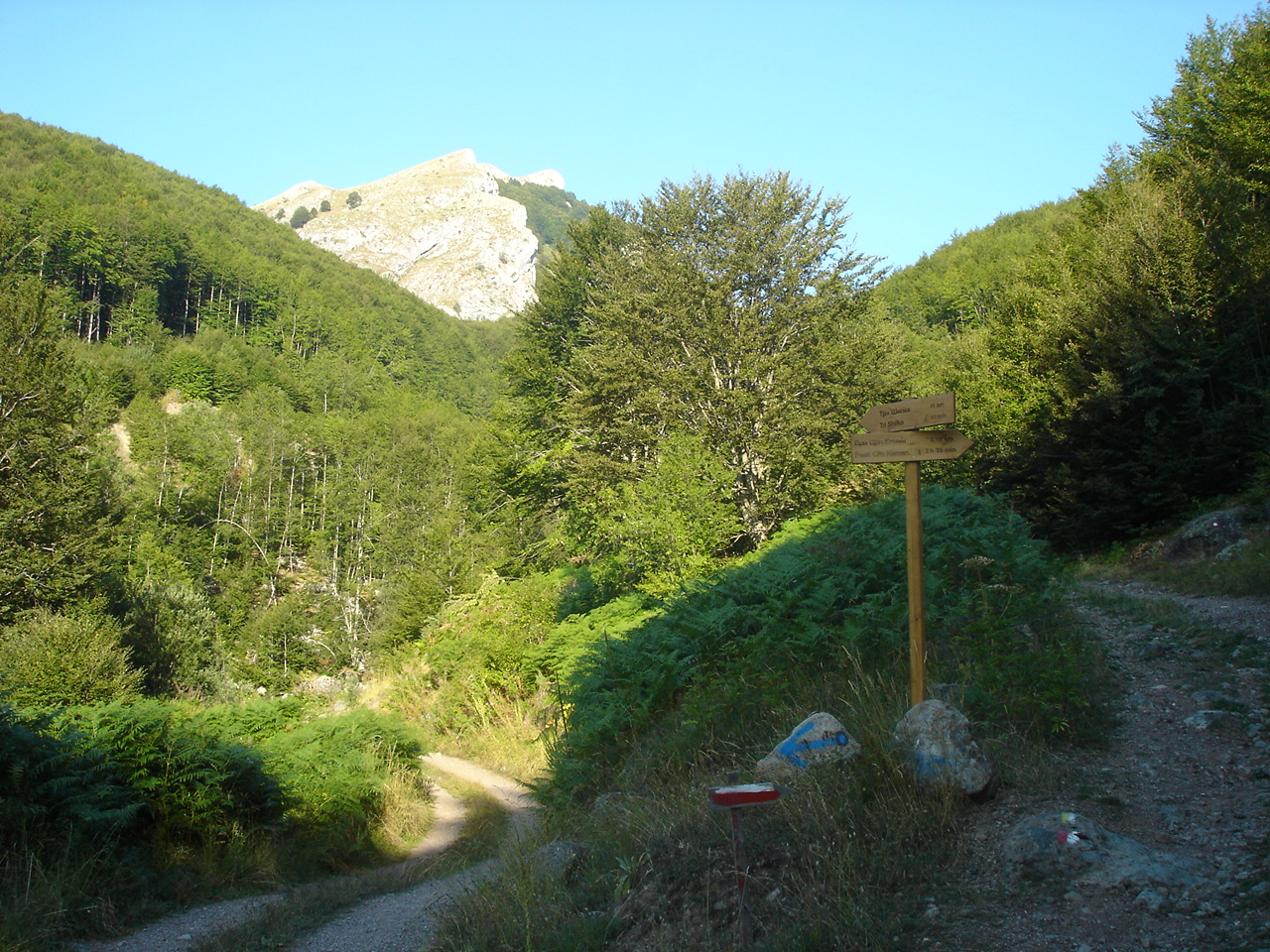
Вид із гірського поясу Ябланиці на село Гірська Белиця
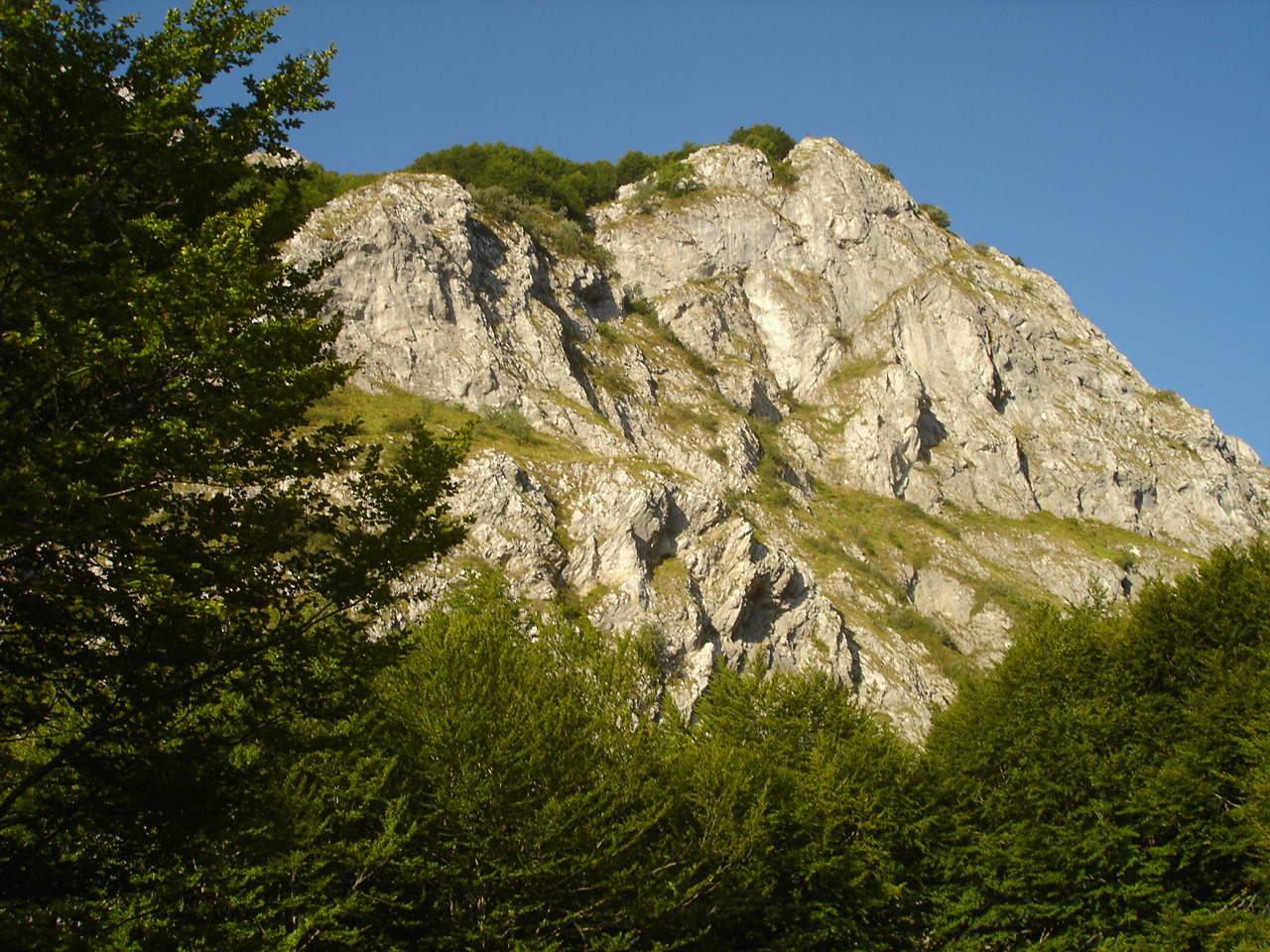
Вид із Ябланиці
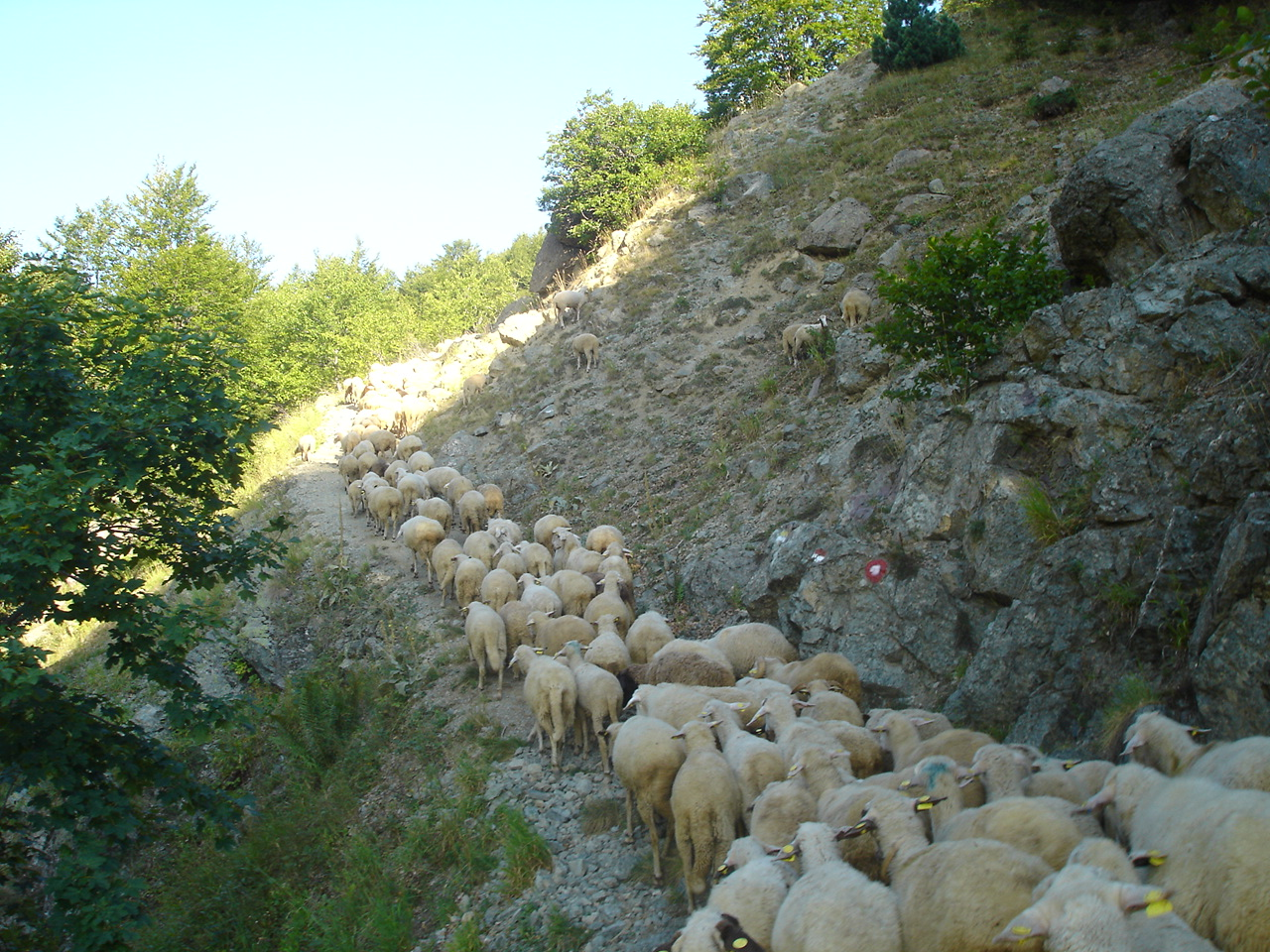
Отара овець на Ябланиці
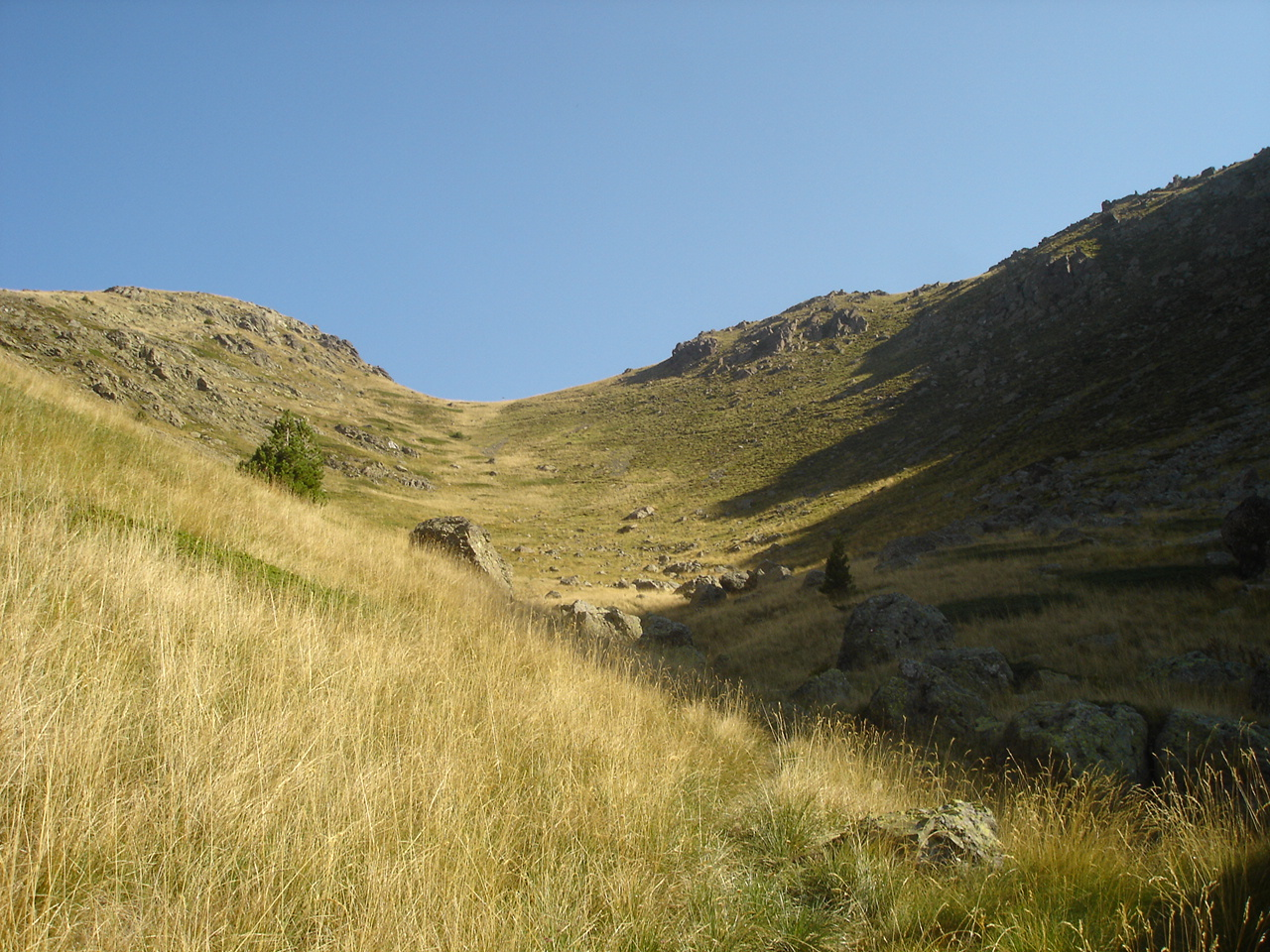
Сідло (перевал) Крстец на Ябланиці
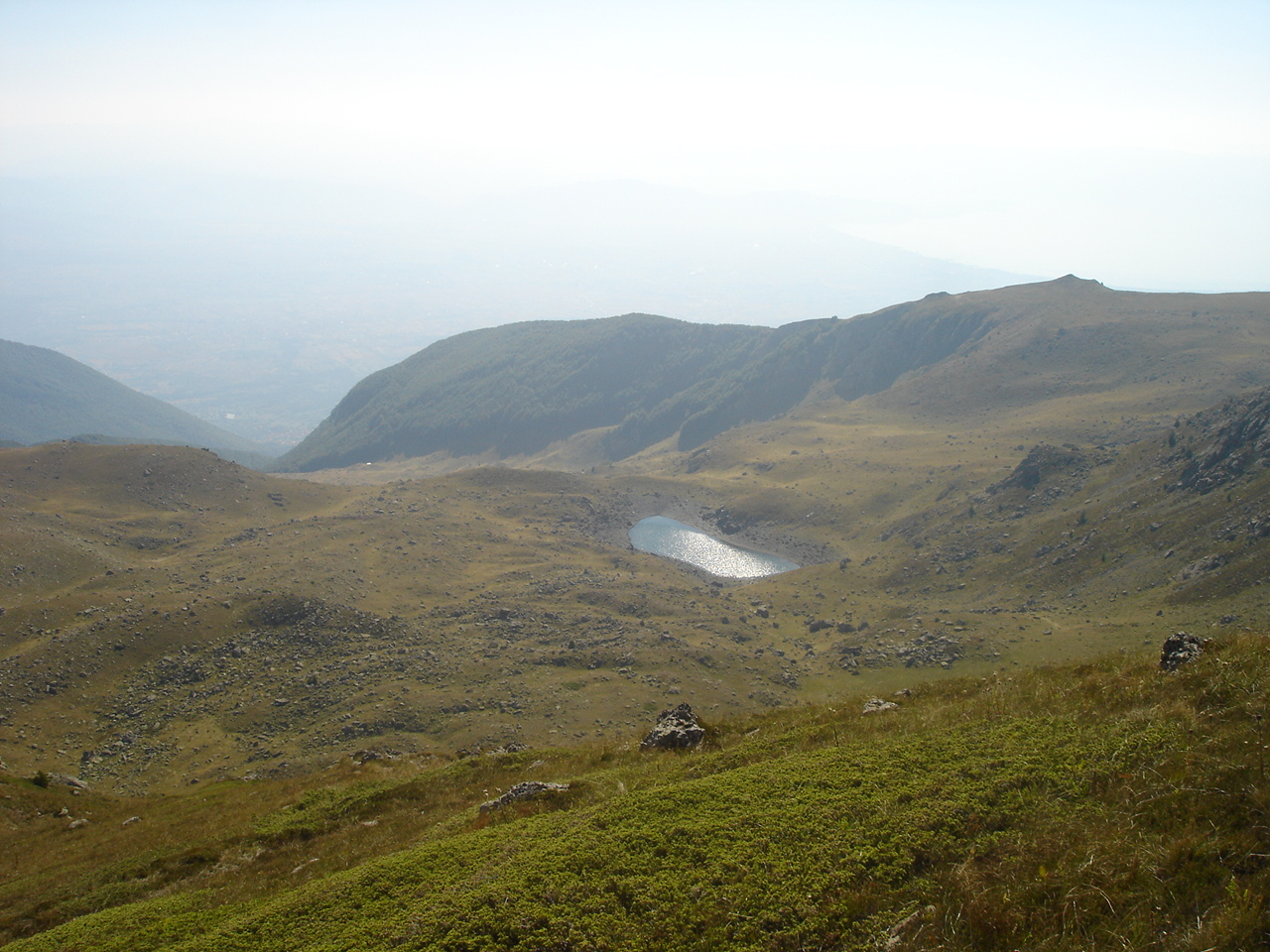
Вид зі схилів Ябланиці з льодовиковим Вевчанським озером
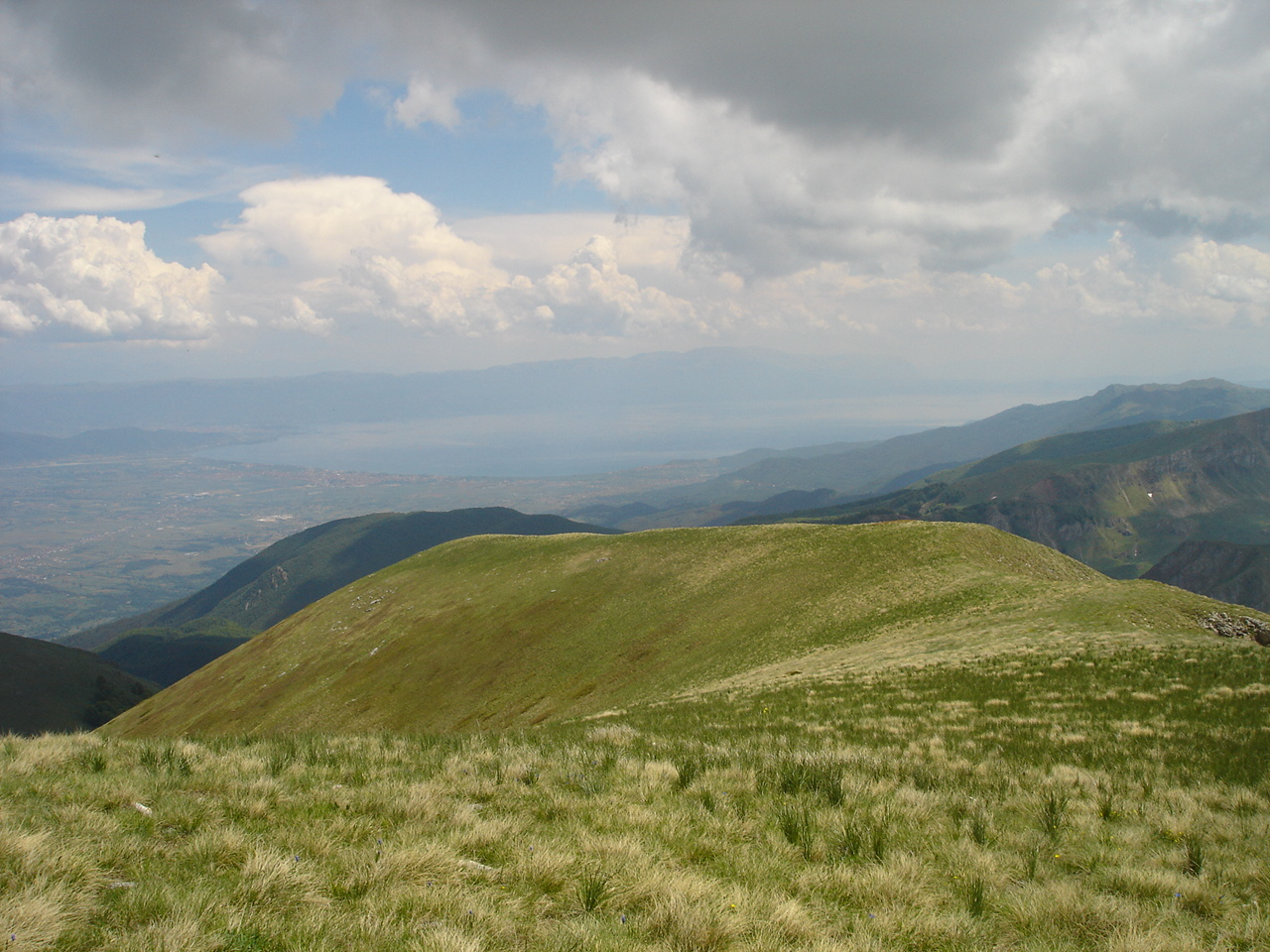
Вид на Охридське озеро з Ябланиці
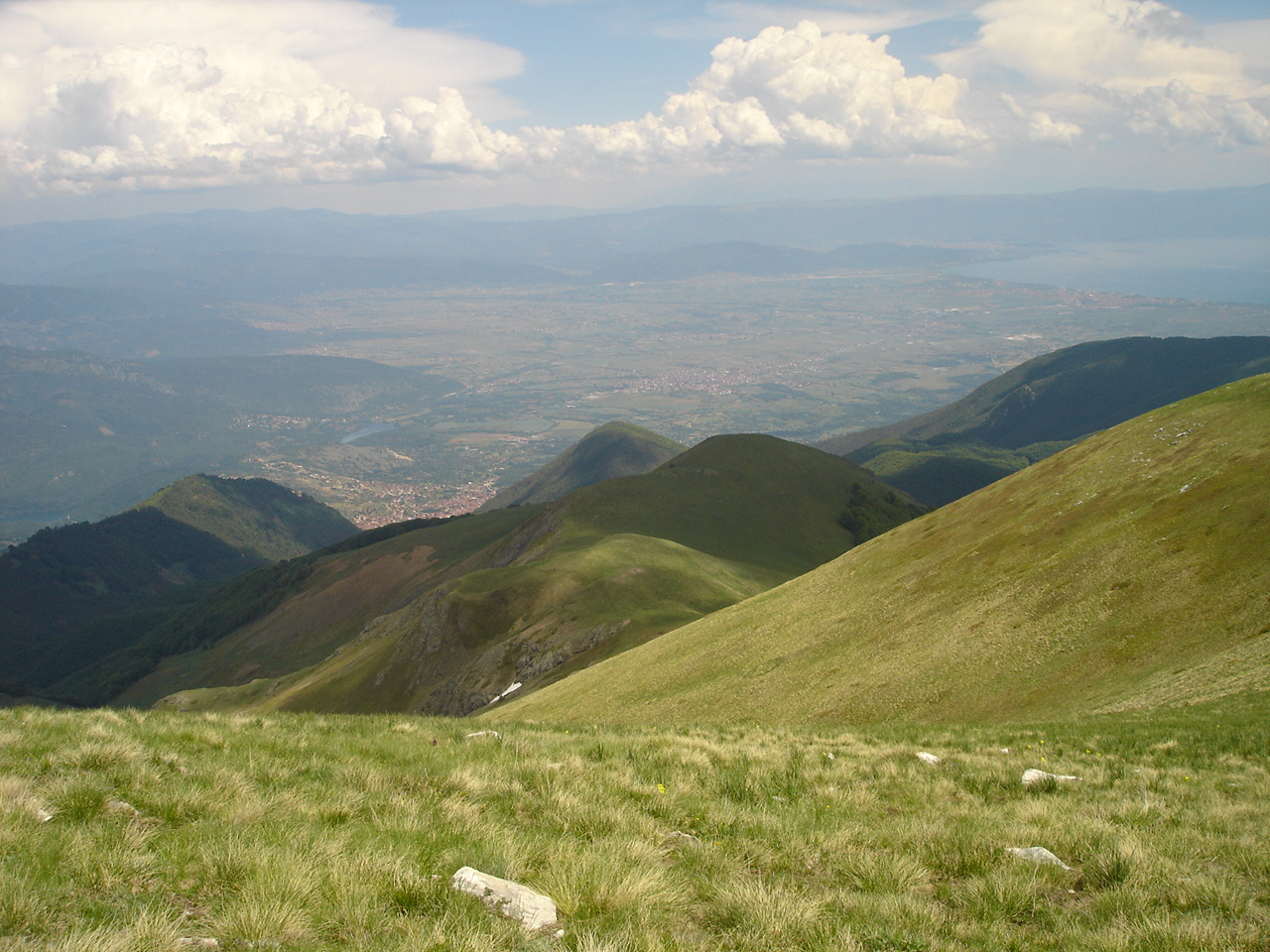
Вид на східний схил Ябланиці та Охридське озеро на задньому плані
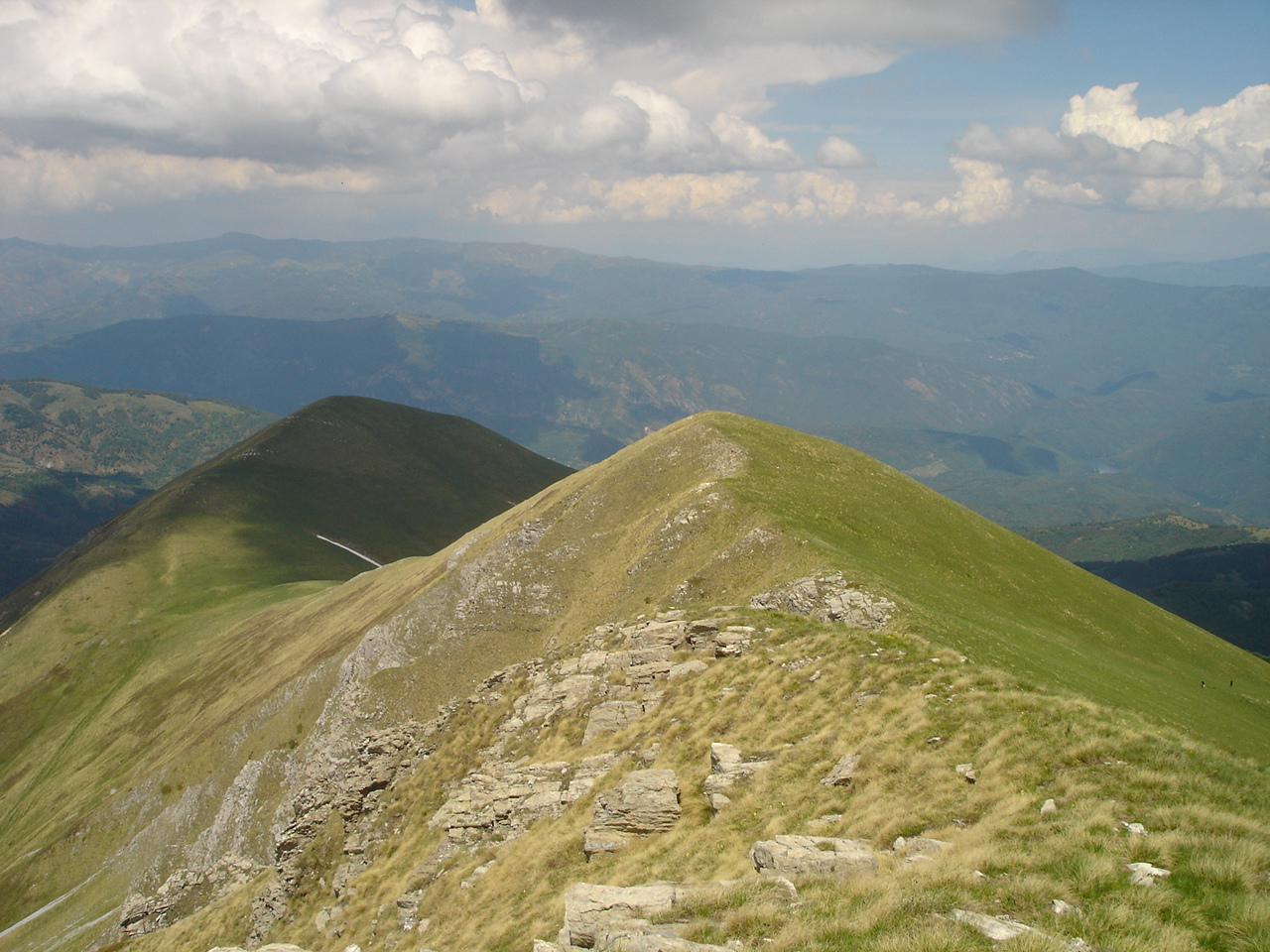
Вид на хребет під вершиною Стрижака
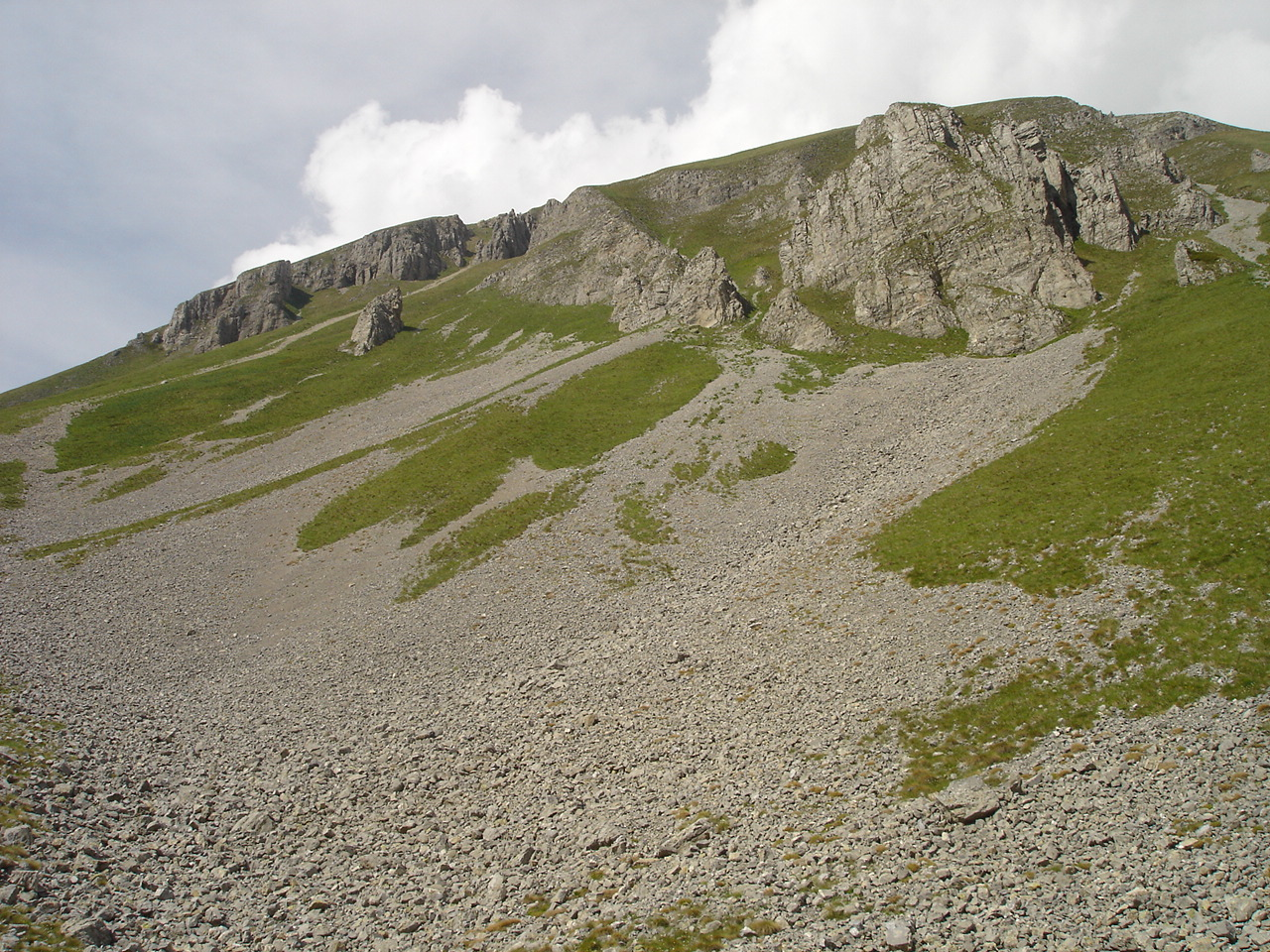
Вид на сіпар (осипища) під вершиною Стрижак